# Sciurus alleni
Sciurus alleni är en däggdjursart som beskrevs av Nelson 1898. Sciurus alleni ingår i släktet trädekorrar, och familjen ekorrar. Inga underarter finns listade i Catalogue of Life.

## Beskrivning
Under vintern är pälsen på rygg och sidor gulbrun och spräcklig i grått och svart. Ryggen har vanligen mer svart än sidorna. Hjässan är färgad som ryggen, medan huvudets sidor gråaktiga, ofta med en inblandning av gulbrunt. Kring ögat har arten en vitaktig ring. Öronen är brungrå. Buken är vit, ofta med en tunn, ljusgrå linje på gränsen till ovansidans färg. Svansen är spräckig i svart och vitt på ovansidan, ofta med inslag av gulbrunt eller gulgrått; på undersidan är den gulgrå till gråbrun. Sommarpälsen är mörkare, med ett större inslag av gulbrunt. Arten har 20 tänder, en kroppslängd på 41,5 till 49 cm, en svanslängd på 17,5 till 23,5 cm och en vikt mellan 290 och 510 g.

## Utbredning
Denna ekorre förekommer i nordöstra Mexiko från sydöstra Coahuila över centrala Nuevo León och söderöver genom västra Tamaulipas till nordligaste San Luis Potosi.

## Ekologi
Habitatet utgörs främst av ekskogar och blandskog med ek och tall. Arten lever främst i trädkronorna, och förekommer i regioner som ligger mellan 600 och 2 550 meter över havet.
Boet inrättas i trädens håligheter eller byggs av kvistar och blad. Arten är en allätare, insekter, både fullbildade och larver, utgör en stor del av födan. I övrigt tar den groddjur, majs, havre, jordnötter, frukter som äpple, persikor, mango, plommon, druvor och tomater. Ibland orsakar djuret stora skador på majsodlingar.
Fortplantningen sker troligen under årets alla varma månader. Kullstorleken är vanligen mellan två och fyra ungar.

## Status
IUCN kategoriserar arten globalt som livskraftig. Populationen minskar emellertid, de senaste 15 åren har den minskat mellan  13 och 23 %. Främsta orsakerna är habitatförlust till följd av avverkning samt jakt.